# 卡洛亞諾沃市鎮
卡洛亞諾沃市，是保加利亞的城鎮，位於該國中部，由普羅夫迪夫州負責管轄，首府設於卡洛亞諾沃，面積347.45平方公里，人口11,640，人口密度每平方公里33.5人。
42°21′25″N 24°43′56″E / 42.35694°N 24.73222°E